# Albert Mathiez
Albert Mathiez, född 10 januari 1874, död 25 februari 1932, var en fransk historiker och professor i Besancon som specialiserade sig på forskningen om franska revolutionen med specialinriktning på Robespierre. 
Mathiez inledde sin bana såsom elev till Alphonse Aulard vid universitetet i Sorbonne. I polemik med sin läromästare och andra revolutionshistoriker försvarade han Robespierre och tog avstånd från Danton. År 1924 uteslöts han som kandidat till posten som Aulards efterträdare som professor i franska revolutionens historia. Mathiez grundade 1908 la Société des études robespierristes och var sedermera under en kort tid medlem i det franska kommunistpartiet. 
Mathiez avled som en följd av ett fysiskt angrepp under en föreläsning.